# Parque nacional de Sariska
El parque nacional de Sariska es un parque nacional de la India, reserva del tigre de 850 km² ubicado en el distrito de Alwar, dentro del estado de Rayastán. El parque está situado a 106 km de Hindaun, 107 km de Jaipur y 200 km de Delhi.

## Historia
La topografía de Sariska sostiene bosques áridos de arbustos espinosos, paisajes rocosos bosques caducifolios áridos, rocas, hierbas y colinas. Esta zona fue una reserva de caza del estado de Alwar y declarado reserva de la vida salvaje en 1955. En 1978, recibió el estatus de "reserva del tigre" formando parte del Proyecto Tigre de la India. La extensión actual del parque es de 866 km². 
La zona de Sariska, que forma parte de la cordillera Aravalli, es rica en recursos minerales, como el cobre. A pesar de la prohibición establecida por el Tribunal Supremo de la India en 1991 de la minería en la zona, las canteras de mármol siguen amenazando el medio ambiente.

## Flora
El árbol dominante en los bosques es el "dhok" (Anogeissus pendula). Otros árboles incluyen salai (Boswellia serrata), castaños tropicales Sterculia urens llamados "kadaya", "dhak" (Butea monosperma), "gol" (Lannea coromandelica), ciruela india (Ziziphus mauritiana) y catechu (Acacia catechu); baniano (Ficus benghalensis), "arjun" o "sadad" (Terminalia arjuna), goma de guggul (Commiphora wightii) o bambúes. Son numerosos los arbistos, como el "kair" (Capparis decidua), la "adusta" (Adhatoda vesica) y el "jhar ber" (Ziziphus nummularia).

## Fauna
El rasgo más atractivo de esta reserva han sido siempre los tigres de Bengala. Es la primera reserva del tigre del mundo que ha conseguido reubicar a los tigres con éxito. 
Aparte del tigre de Bengala, la reserva incluye muchas especies de vida salvaje, como el leopardo, gato de la jungla, caracal, hiena rayada, chacal dorado, chital, sambar, nilgó, chinkara o gacela india, antílope cuatricorne, jabalí, la liebre Lepus nigricollis, langur común, macaco Rhesus. Sasrika resulta también atractivo para los ornitólogos, con algunas especies raras de aves como perdiz pardilla, alción de Esmirna, pavo real común, perdicillas, gangas, pito de Tickell (Chrysocolaptes guttacristatus), águila culebrera chiíla y el búho bengalí.